# Llista de topònims de Santa Maria de Miralles
Llista de topònims (noms propis de lloc) del municipi de Santa Maria de Miralles, a l'Anoia
Informació actualitzada per un bot. Els canvis manuals es perdran quan s'actualitzi!

## edifici
| imatge | Nom                    | Ubicat a                | instància de | Detalls                                  | coordenades | Protecció                                  | Commons (més fotos) | Dades a WD                    |
| ------ | ---------------------- | ----------------------- | ------------ | ---------------------------------------- | --- | ------------------------------------------ | ------------------- | ----------------------------- |
|        | Can Gol                | Santa Maria de Miralles | edifici      | Estil: arquitectura popular              | 41° 31′ 06″ N, 1° 31′ 03″ E / 41.51841°N,1.51741°E ca:Recinte Jussà del Castell, a prop del Km. 53 de la carretera C-37 | bé integrant del patrimoni cultural català |                     | Modifica les dades a Wikidata |
|        | Rajoleria de Can Maura | Santa Maria de Miralles | edifici      | Estil: arquitectura popular 20th century | 41° 29′ 57″ N, 1° 30′ 13″ E / 41.49913°N,1.50354°E ca:Sector sud oest del terme                                         | bé integrant del patrimoni cultural català |                     | Modifica les dades a Wikidata |

## església
| imatge | Nom                                 | Ubicat a                | instància de | Detalls                    | coordenades                                                       | Protecció                                  | Commons (més fotos)                             | Dades a WD                    |
| ------ | ----------------------------------- | ----------------------- | ------------ | -------------------------- | ----------------------------------------------------------------- | ------------------------------------------ | ----------------------------------------------- | ----------------------------- |
|        | Sant Romà                           | Santa Maria de Miralles | església     | Estil: arquitectura gòtica | 41° 29′ 57″ N, 1° 31′ 48″ E / 41.499136°N,1.529862°E              | bé integrant del patrimoni cultural català | Sant Romà de Miralles                           | Modifica les dades a Wikidata |
|        | Santa Maria de Miralles             | Santa Maria de Miralles | església     |                            | 41° 31′ 07″ N, 1° 30′ 42″ E / 41.518603491811°N,1.5116009273734°E |                                            |                                                 | Modifica les dades a Wikidata |
|        | església de Santa Maria de Miralles | Santa Maria de Miralles | església     |                            | 41° 31′ 06″ N, 1° 31′ 07″ E / 41.51832°N,1.51872°E                |                                            | Església de Santa Maria del Castell de Miralles | Modifica les dades a Wikidata |

## masia
| imatge | Nom                  | Ubicat a                | instància de | Detalls                     | coordenades | Protecció                                  | Commons (més fotos) | Dades a WD                    |
| ------ | -------------------- | ----------------------- | ------------ | --------------------------- | --- | ------------------------------------------ | ------------------- | ----------------------------- |
|        | Ca l'Agustí          | Santa Maria de Miralles | masia        |                             | 41° 29′ 48″ N, 1° 31′ 10″ E / 41.4967266491643°N,1.5193509480936°E ca:La Ventosa. C-37 Km. 49'5                                                                           |                                            |                     | Modifica les dades a Wikidata |
|        | Ca l'Albet           | Santa Maria de Miralles | masia        | 19th century                | 41° 31′ 24″ N, 1° 31′ 58″ E / 41.52326°N,1.53274°E ca:Veïnat de Ca l'Albet. Turó dels Campasos. Al nord del terme.                                                        |                                            |                     | Modifica les dades a Wikidata |
|        | Ca l'Erzet           | Santa Maria de Miralles | masia        |                             | 41° 30′ 19″ N, 1° 31′ 16″ E / 41.5052712079306°N,1.5212051635382°E |                                            |                     | Modifica les dades a Wikidata |
|        | Ca l'Escolà          | Santa Maria de Miralles | masia        | 19th century                | 41° 31′ 06″ N, 1° 31′ 31″ E / 41.5182844426891°N,1.52525920190676°E ca:Al Nord del terme. Prop del Km. 53 de la carretera C-37,                                           |                                            |                     | Modifica les dades a Wikidata |
|        | Ca l'Oreneta         | Santa Maria de Miralles | masia        |                             | 41° 29′ 59″ N, 1° 32′ 00″ E / 41.4996152042678°N,1.53319488463796°E ca:SE del terme. Carrerada de la Llacuna.                                                             |                                            |                     | Modifica les dades a Wikidata |
|        | Ca l'Otzet           | Santa Maria de Miralles | masia        |                             | 41° 30′ 19″ N, 1° 31′ 14″ E / 41.5053454686622°N,1.5206762707191°E |                                            |                     | Modifica les dades a Wikidata |
|        | Ca la Llebre         | Santa Maria de Miralles | masia        |                             | 41° 31′ 03″ N, 1° 29′ 38″ E / 41.5175181778455°N,1.49393812494794°E |                                            |                     | Modifica les dades a Wikidata |
|        | Ca la Parda          | Santa Maria de Miralles | masia        | 19th century                | 41° 30′ 27″ N, 1° 31′ 40″ E / 41.5073623595105°N,1.52763997129141°E ca:Planes de ca l'Erzet. Sector centre del municipi al costat del camí de les Planes de ca l'Erzet    |                                            |                     | Modifica les dades a Wikidata |
|        | Cal Cabasser         | Santa Maria de Miralles | masia        |                             | 41° 29′ 51″ N, 1° 31′ 06″ E / 41.4975512582058°N,1.51833778668965°E |                                            |                     | Modifica les dades a Wikidata |
|        | Cal Campaner         | Santa Maria de Miralles | masia        |                             | 41° 31′ 03″ N, 1° 31′ 44″ E / 41.5175568688647°N,1.5289308843709°E ca:Prop de la carretera C-37, al NE del terme.                                                         |                                            |                     | Modifica les dades a Wikidata |
|        | Cal Campís           | Santa Maria de Miralles | masia        |                             | 41° 30′ 13″ N, 1° 29′ 41″ E / 41.5035579661104°N,1.49468107034745°E |                                            |                     | Modifica les dades a Wikidata |
|        | Cal Cisquet          | Santa Maria de Miralles | masia        | 20th century                | 41° 30′ 02″ N, 1° 32′ 32″ E / 41.5005497619849°N,1.54223143443215°E ca:E del terme. Serra de Fontfregona.                                                                 |                                            |                     | Modifica les dades a Wikidata |
|        | Cal Coca             | Santa Maria de Miralles | masia        | 19th century                | 41° 31′ 17″ N, 1° 32′ 31″ E / 41.5212789146484°N,1.54182614961407°E ca:Extrem NE. Del terme, molt a prop del terme d'Orpí                                                 |                                            |                     | Modifica les dades a Wikidata |
|        | Cal Curt             | Santa Maria de Miralles | masia        |                             | 41° 29′ 41″ N, 1° 30′ 09″ E / 41.4946338115294°N,1.50241112242908°E |                                            |                     | Modifica les dades a Wikidata |
|        | Cal Domènec          | Santa Maria de Miralles | masia        |                             | 41° 30′ 32″ N, 1° 31′ 45″ E / 41.5090015603579°N,1.52904073192574°E |                                            |                     | Modifica les dades a Wikidata |
|        | Cal Fadrí del Pompo  | Santa Maria de Miralles | masia        |                             | 41° 30′ 29″ N, 1° 31′ 10″ E / 41.5081051134338°N,1.51954700713668°E |                                            |                     | Modifica les dades a Wikidata |
|        | Cal Felip de l'Obaga | Santa Maria de Miralles | masia        |                             | 41° 30′ 09″ N, 1° 33′ 04″ E / 41.5025986705061°N,1.55112359247915°E |                                            |                     | Modifica les dades a Wikidata |
|        | Cal Flabiol          | Santa Maria de Miralles | masia        |                             | 41° 29′ 40″ N, 1° 31′ 37″ E / 41.4945635852648°N,1.52695953261896°E |                                            |                     | Modifica les dades a Wikidata |
|        | Cal Garracurt        | Santa Maria de Miralles | masia        | 20th century                | 41° 30′ 58″ N, 1° 31′ 53″ E / 41.5160753617917°N,1.53140914653728°E ca:Prop de la carretera C-37, al NE del terme.                                                        |                                            |                     | Modifica les dades a Wikidata |
|        | Cal Gol              | Santa Maria de Miralles | masia        |                             | 41° 31′ 06″ N, 1° 31′ 02″ E / 41.5183977781015°N,1.51726310656242°E |                                            |                     | Modifica les dades a Wikidata |
|        | Cal Jaumet Francolí  | Santa Maria de Miralles | masia        |                             | 41° 30′ 53″ N, 1° 31′ 48″ E / 41.5148145287849°N,1.53001159972945°E |                                            |                     | Modifica les dades a Wikidata |
|        | Cal Llenç            | Santa Maria de Miralles | masia        |                             | 41° 31′ 02″ N, 1° 32′ 44″ E / 41.5170854368046°N,1.54568329219672°E |                                            |                     | Modifica les dades a Wikidata |
|        | Cal Maura            | Santa Maria de Miralles | masia        |                             | 41° 29′ 59″ N, 1° 30′ 07″ E / 41.4996194272934°N,1.50208059143703°E ca:Sector sud oest del terme, al costat del km. 13 de la carretera B-220                              |                                            |                     | Modifica les dades a Wikidata |
|        | Cal Pallars          | Santa Maria de Miralles | masia        |                             | 41° 30′ 17″ N, 1° 31′ 25″ E / 41.5047994345374°N,1.52374405599849°E |                                            |                     | Modifica les dades a Wikidata |
|        | Cal Pau de Mas Vilar | Santa Maria de Miralles | masia        |                             | 41° 29′ 39″ N, 1° 30′ 36″ E / 41.4940654990366°N,1.50997148391848°E |                                            |                     | Modifica les dades a Wikidata |
|        | Cal Pilot            | Santa Maria de Miralles | masia        | 20th century                | 41° 31′ 17″ N, 1° 31′ 47″ E / 41.5215211624045°N,1.52972796943341°E ca:Nord del terme. Carretera C-37 Valls-Igualada Km 53'5                                              |                                            |                     | Modifica les dades a Wikidata |
|        | Cal Pompo            | Santa Maria de Miralles | masia        |                             | 41° 30′ 30″ N, 1° 31′ 17″ E / 41.5082923156619°N,1.52149587687251°E ca:Planes de ca l'Erzet i vessant SO de la Serra de Miralles Centre del terme.                        |                                            |                     | Modifica les dades a Wikidata |
|        | Cal Puça             | Santa Maria de Miralles | masia        | 19th century                | 41° 30′ 44″ N, 1° 31′ 11″ E / 41.5122787891153°N,1.51981139158483°E ca:Sector central del terme municipal. Camí de Cal Puça                                               |                                            |                     | Modifica les dades a Wikidata |
|        | Cal Quintana         | Santa Maria de Miralles | masia        |                             | 41° 30′ 53″ N, 1° 32′ 14″ E / 41.5147337413158°N,1.53709574886771°E |                                            |                     | Modifica les dades a Wikidata |
|        | Cal Ramonet          | Santa Maria de Miralles | masia        |                             | 41° 30′ 19″ N, 1° 31′ 59″ E / 41.5052800996138°N,1.5331508893535°E ca:A l'est del terme, al centre del municipi, al Km. 51 de la carretera C-37                           |                                            |                     | Modifica les dades a Wikidata |
|        | Cal Rúbio            | Santa Maria de Miralles | masia        |                             | 41° 29′ 13″ N, 1° 29′ 36″ E / 41.4870662785844°N,1.4933260578247°E |                                            |                     | Modifica les dades a Wikidata |
|        | Cal Serenes          | Santa Maria de Miralles | masia        |                             | 41° 30′ 53″ N, 1° 32′ 45″ E / 41.5147177021321°N,1.54577225441347°E |                                            |                     | Modifica les dades a Wikidata |
|        | Cal Soler            | Santa Maria de Miralles | masia        |                             | 41° 30′ 14″ N, 1° 31′ 48″ E / 41.5040251841397°N,1.5300999341149°E |                                            |                     | Modifica les dades a Wikidata |
|        | Cal Sord             | Santa Maria de Miralles | masia        |                             | 41° 29′ 49″ N, 1° 31′ 03″ E / 41.4968634213802°N,1.51738306073277°E ca:La Ventosa. C-37 Km. 49'5                                                                          |                                            |                     | Modifica les dades a Wikidata |
|        | Cal Ton Ramonet      | Santa Maria de Miralles | masia        | Estil: arquitectura popular | 41° 28′ 29″ N, 1° 29′ 18″ E / 41.4746885037913°N,1.48836720938307°E ca:Sud del terme, a tocar amb el terme de La Llacuna. Solans de Valldeserves.                         |                                            |                     | Modifica les dades a Wikidata |
|        | Cal Torrosolla       | Santa Maria de Miralles | masia        |                             | 41° 29′ 43″ N, 1° 29′ 58″ E / 41.4951986976989°N,1.49945102883989°E |                                            |                     | Modifica les dades a Wikidata |
|        | Can Borràs           | Santa Maria de Miralles | masia        |                             | 41° 30′ 51″ N, 1° 31′ 43″ E / 41.5140857088203°N,1.5286619735785°E |                                            |                     | Modifica les dades a Wikidata |
|        | Can Fonts            | Santa Maria de Miralles | masia        |                             | 41° 29′ 06″ N, 1° 30′ 12″ E / 41.4848900099335°N,1.50324643401555°E |                                            |                     | Modifica les dades a Wikidata |
|        | Can Morgades         | Santa Maria de Miralles | masia        |                             | 41° 30′ 14″ N, 1° 32′ 37″ E / 41.5039074427278°N,1.54349805632155°E |                                            |                     | Modifica les dades a Wikidata |
|        | Can Pixallits        | Santa Maria de Miralles | masia        |                             | 41° 28′ 50″ N, 1° 29′ 47″ E / 41.4804220273352°N,1.49630662983861°E |                                            |                     | Modifica les dades a Wikidata |
|        | Caseta de Cal Pilot  | Santa Maria de Miralles | masia        |                             | 41° 31′ 18″ N, 1° 31′ 41″ E / 41.5216793299584°N,1.52801054761252°E |                                            |                     | Modifica les dades a Wikidata |
|        | Françola             | Santa Maria de Miralles | masia        |                             | 41° 30′ 31″ N, 1° 32′ 36″ E / 41.5086879364853°N,1.54331900004655°E ca:Camí de Mas Françola                                                                               |                                            |                     | Modifica les dades a Wikidata |
|        | Mas Feixet           | Santa Maria de Miralles | masia        |                             | 41° 28′ 55″ N, 1° 30′ 03″ E / 41.4819475862887°N,1.50070305038181°E |                                            |                     | Modifica les dades a Wikidata |
|        | Mas Formic           | Santa Maria de Miralles | masia        |                             | 41° 29′ 49″ N, 1° 30′ 31″ E / 41.497000778546°N,1.50850249778998°E |                                            |                     | Modifica les dades a Wikidata |
|        | Mas Pinyer           | Santa Maria de Miralles | masia        |                             | 41° 29′ 35″ N, 1° 30′ 07″ E / 41.4930705942313°N,1.50202784923499°E |                                            |                     | Modifica les dades a Wikidata |
|        | Mas Retou            | Santa Maria de Miralles | masia        |                             | 41° 30′ 18″ N, 1° 30′ 30″ E / 41.5049687350195°N,1.50824773083506°E ca:Barri del Mas Retou. Camí de Mas Retou                                                             |                                            |                     | Modifica les dades a Wikidata |
|        | Mas Vilar            | Santa Maria de Miralles | masia        |                             | 41° 29′ 38″ N, 1° 31′ 08″ E / 41.4939834366072°N,1.5189582012463°E |                                            |                     | Modifica les dades a Wikidata |
|        | Mas d'en Reure       | Santa Maria de Miralles | masia        |                             | 41° 29′ 31″ N, 1° 30′ 15″ E / 41.4920171935356°N,1.50413653999915°E |                                            |                     | Modifica les dades a Wikidata |
|        | Mas d'en Sol         | Santa Maria de Miralles | masia        |                             | 41° 30′ 28″ N, 1° 30′ 42″ E / 41.5077428549812°N,1.51171882378555°E ca:Al centre del terme, entre Mas Retou i les Planes de Ca l'Erzet, al vessant S de Serra de Boscarró |                                            |                     | Modifica les dades a Wikidata |
|        | Mas de Sant Romà     | Santa Maria de Miralles | masia        | Estil: arquitectura popular | 41° 29′ 56″ N, 1° 31′ 43″ E / 41.498887°N,1.52864°E ca:Trencall que surt de la carretera de Carme                                                                         | bé integrant del patrimoni cultural català | Mas de Sant Romà    | Modifica les dades a Wikidata |
|        | Múnia                | Santa Maria de Miralles | masia        |                             | 41° 29′ 39″ N, 1° 31′ 37″ E / 41.49417654603°N,1.52698028296768°E |                                            |                     | Modifica les dades a Wikidata |
|        | Segarresos           | Santa Maria de Miralles | masia        |                             | 41° 28′ 50″ N, 1° 29′ 23″ E / 41.480488806435°N,1.4897169395292°E |                                            |                     | Modifica les dades a Wikidata |
|        | el Casalot           | Santa Maria de Miralles | masia        |                             | 41° 29′ 57″ N, 1° 32′ 08″ E / 41.4990705144996°N,1.53568718924887°E |                                            |                     | Modifica les dades a Wikidata |
|        | els Cups             | Santa Maria de Miralles | masia        |                             | 41° 31′ 45″ N, 1° 31′ 39″ E / 41.5292924787363°N,1.52747836338383°E |                                            |                     | Modifica les dades a Wikidata |
|        | l'Hostal de Miralles | Santa Maria de Miralles | masia        |                             | 41° 29′ 27″ N, 1° 30′ 51″ E / 41.4907682309215°N,1.51409602234002°E |                                            |                     | Modifica les dades a Wikidata |
|        | la Casa Nova         | Santa Maria de Miralles | masia        |                             | 41° 29′ 45″ N, 1° 29′ 50″ E / 41.4958973956736°N,1.49708679509088°E |                                            |                     | Modifica les dades a Wikidata |
|        | la Costa             | Santa Maria de Miralles | masia        |                             | 41° 29′ 14″ N, 1° 31′ 06″ E / 41.487165680833°N,1.5183100211029°E ca:Extrem S. del terme, tocant a La Llacuna. Carretera de La Llacuna (BP 2121) prop del Km. 33          |                                            |                     | Modifica les dades a Wikidata |
|        | la Torre             | Santa Maria de Miralles | masia        |                             | 41° 30′ 32″ N, 1° 31′ 11″ E / 41.5088366311954°N,1.51969809400204°E |                                            |                     | Modifica les dades a Wikidata |
|        | les Colomines        | Santa Maria de Miralles | masia        |                             | 41° 30′ 17″ N, 1° 29′ 25″ E / 41.504815990279°N,1.4903498074427°E ca:Vessants occidentals Turó d'en Solà i Serra de Buscarró. Oest del terme                              |                                            |                     | Modifica les dades a Wikidata |

## molí d'aigua
| imatge | Nom          | Ubicat a                | instància de | Detalls                     | coordenades | Protecció                                  | Commons (més fotos) | Dades a WD                    |
| ------ | ------------ | ----------------------- | ------------ | --------------------------- | --- | ------------------------------------------ | ------------------- | ----------------------------- |
|        | Molí de Baix | Santa Maria de Miralles | molí d'aigua | Estil: arquitectura popular | 41° 30′ 56″ N, 1° 32′ 36″ E / 41.515427°N,1.543431°E ca:Est del municipi. Pla de la Françola als vessants del Bosc Negre                            | bé integrant del patrimoni cultural català |                     | Modifica les dades a Wikidata |
|        | Molí de Dalt | Santa Maria de Miralles | molí d'aigua | Estil: arquitectura popular | 41° 30′ 25″ N, 1° 32′ 31″ E / 41.50686°N,1.541861°E ca:A l'Este del terme. Pla de Françola, al vessant de la Serra de Fontfregona.                  | bé integrant del patrimoni cultural català |                     | Modifica les dades a Wikidata |
|        | Molí del Mig | Santa Maria de Miralles | molí d'aigua | Estil: arquitectura popular | 41° 30′ 42″ N, 1° 32′ 33″ E / 41.511714°N,1.542531°E ca:A l'Est del terme, entre el Pla de Françola i el Bosc Negre, a tocar a la Riera de Miralles | bé integrant del patrimoni cultural català |                     | Modifica les dades a Wikidata |

## muntanya
| imatge | Nom                    | Ubicat a                                   | instància de | Detalls | coordenades                                                                                     | Protecció | Commons (més fotos)    | Dades a WD                    |
| ------ | ---------------------- | ------------------------------------------ | ------------ | ------- | ----------------------------------------------------------------------------------------------- | --------- | ---------------------- | ----------------------------- |
|        | Grony de Miralles      | Santa Maria de Miralles                    | muntanya     |         | 41° 31′ 00″ N, 1° 29′ 32″ E / 41.5167025621°N,1.49218341096°E 866 msnm                          |           | Grony de Miralles      | Modifica les dades a Wikidata |
|        | Punta de Coma-roques   | Santa Maria de Miralles Sant Martí de Tous | muntanya     |         | 41° 31′ 28″ N, 1° 30′ 32″ E / 41.52438889°N,1.50901667°E 783.8 msnm                             |           |                        | Modifica les dades a Wikidata |
|        | Turó de Coma-roques    | Santa Maria de Miralles                    | muntanya     |         | 41° 31′ 11″ N, 1° 30′ 25″ E / 41.51966389°N,1.50688333°E 795 msnm                               |           | Turó de Coma-roques    | Modifica les dades a Wikidata |
|        | Turó de Mas Capell     | Santa Maria de Miralles                    | muntanya     |         | 41° 31′ 43″ N, 1° 32′ 11″ E / 41.52851111°N,1.53629722°E 661 msnm                               |           | Turó de Mas Capell     | Modifica les dades a Wikidata |
|        | Turó de Pixallits      | Santa Maria de Miralles Pontils            | muntanya     |         | 41° 28′ 56″ N, 1° 28′ 33″ E / 41.48212778°N,1.47573611°E 824.3 msnm                             |           |                        | Modifica les dades a Wikidata |
|        | Turó de la Vinya Vella | Santa Maria de Miralles                    | muntanya     |         | 41° 31′ 21″ N, 1° 30′ 45″ E / 41.5226°N,1.51256°E ca:Serra de Miralles.Nord del terme. 736 msnm |           | Turó de la Vinya Vella | Modifica les dades a Wikidata |
|        | Turó del Solà          | Santa Maria de Miralles                    | muntanya     |         | 41° 30′ 29″ N, 1° 29′ 33″ E / 41.50814167°N,1.492625°E 723.2 msnm                               |           |                        | Modifica les dades a Wikidata |
|        | l'Agulla Grossa        | Santa Maria de Miralles                    | muntanya     |         | 41° 31′ 00″ N, 1° 29′ 32″ E / 41.516711°N,1.492162°E 865 msnm                                   |           |                        | Modifica les dades a Wikidata |
|        | la Ferriola            | Santa Maria de Miralles Sant Martí de Tous | muntanya     |         | 41° 31′ 28″ N, 1° 30′ 38″ E / 41.52441389°N,1.51054444°E 792.8 msnm                             |           |                        | Modifica les dades a Wikidata |
|        | la Talaia              | Santa Maria de Miralles Bellprat           | muntanya     |         | 41° 29′ 36″ N, 1° 29′ 20″ E / 41.4932°N,1.48892°E 727 msnm                                      |           | La Talaia (Bellprat)   | Modifica les dades a Wikidata |

## pont
| imatge | Nom                                | Ubicat a                | instància de | Detalls                       | coordenades | Protecció                                  | Commons (més fotos)                    | Dades a WD                    |
| ------ | ---------------------------------- | ----------------------- | ------------ | ----------------------------- | --- | ------------------------------------------ | -------------------------------------- | ----------------------------- |
|        | Pont de Ca l'Agustí                | Santa Maria de Miralles | pont         | Hi passa: C-37                | 41° 29′ 45″ N, 1° 31′ 10″ E / 41.4958805396324°N,1.51939418199854°E                                             |                                            |                                        | Modifica les dades a Wikidata |
|        | Pont de Françola                   | Santa Maria de Miralles | pont         |                               | 41° 30′ 31″ N, 1° 32′ 32″ E / 41.508477°N,1.542262°E ca:Camí de Mas Françola. Plans de Françola. Est del terme. | bé integrant del patrimoni cultural català |                                        | Modifica les dades a Wikidata |
|        | Pont del Rec                       | Santa Maria de Miralles | pont         | Estat: malmès                 | 41° 30′ 10″ N, 1° 32′ 10″ E / 41.502665°N,1.536039°E ca:En mig del bosc, prop de la font de Sant Romà 482 msnm  | bé integrant del patrimoni cultural català | Pont del Rec (Santa Maria de Miralles) | Modifica les dades a Wikidata |
|        | Pont dela carretera B-220          | Santa Maria de Miralles | pont         | 20th century                  | 41° 30′ 01″ N, 1° 29′ 58″ E / 41.50021°N,1.49935°E ca:Carretera B-220. Al sector sud-oest del terme municipal   |                                            |                                        | Modifica les dades a Wikidata |
|        | Pont petit prop del Mas d'en Reure | Santa Maria de Miralles | pont         | 20th century Estat: bon estat | 41° 29′ 34″ N, 1° 30′ 09″ E / 41.49265°N,1.50253°E ca:Mas d'en reure. Sud Oest del terme. 538 msnm              |                                            |                                        | Modifica les dades a Wikidata |

## serra
| imatge | Nom                  | Ubicat a                                            | instància de | Detalls | coordenades                                                         | Protecció | Commons (més fotos)  | Dades a WD                    |
| ------ | -------------------- | --------------------------------------------------- | ------------ | ------- | ------------------------------------------------------------------- | --------- | -------------------- | ----------------------------- |
|        | Serra de Fontfregona | la Llacuna Santa Maria de Miralles                  | serra        |         | 41° 29′ 32″ N, 1° 32′ 00″ E / 41.49223889°N,1.53333056°E 687 msnm   |           | Serra de Fontfregona | Modifica les dades a Wikidata |
|        | Serra de Miralles    | Santa Maria de Miralles Bellprat Sant Martí de Tous | serra        |         | 41° 31′ 15″ N, 1° 29′ 58″ E / 41.5209°N,1.49957°E                   |           | Serra de Miralles    | Modifica les dades a Wikidata |
|        | serra de Pinyol      | Bellprat Santa Maria de Miralles                    | serra        |         | 41° 29′ 31″ N, 1° 29′ 13″ E / 41.49185556°N,1.48693889°E 764.9 msnm |           |                      | Modifica les dades a Wikidata |

## Misc
| imatge | Nom                                              | Ubicat a                                                    | instància de                                   | Detalls                                 | coordenades | Protecció                                            | Commons (més fotos)                              | Dades a WD                    |
| ------ | ------------------------------------------------ | ----------------------------------------------------------- | ---------------------------------------------- | --------------------------------------- | --- | ---------------------------------------------------- | ------------------------------------------------ | ----------------------------- |
|        | Agulla Grossa                                    | Santa Maria de Miralles                                     | vèrtex geodèsic                                | Alt: 1.2m                               | 41° 31′ 00″ N, 1° 29′ 32″ E / 41.516697°N,1.492182°E 866.368 msnm                                                        |                                                      |                                                  | Modifica les dades a Wikidata |
|        | Balç de Fontanilles                              | Santa Maria de Miralles                                     | abric rocós                                    |                                         | 41° 30′ 26″ N, 1° 30′ 19″ E / 41.507095°N,1.505289°E ca:Fontanilles. Al centre del terme.                                |                                                      |                                                  | Modifica les dades a Wikidata |
|        | Coll de Camp                                     | Querol Santa Maria de Miralles Pontils                      | collada                                        |                                         | 41° 28′ 42″ N, 1° 28′ 37″ E / 41.47833333°N,1.47683611°E 704.2 msnm                                                      |                                                      |                                                  | Modifica les dades a Wikidata |
|        | Escut de Santa Maria de Miralles                 | Santa Maria de Miralles                                     | escut d'armes municipal                        | 2020-02-12                              | |                                                      |                                                  | Modifica les dades a Wikidata |
|        | Espai Natural Protegit Serra de Miralles-Queralt | Bellprat Santa Maria de Miralles Santa Margarida de Montbui | espai d'interès natural àrea protegida         | Superfície: 2887ha                      | 41° 31′ 02″ N, 1° 29′ 31″ E / 41.517247°N,1.492001°E                                                                     |                                                      | Espai Natural protegit Serra de Miralles-Queralt | Modifica les dades a Wikidata |
|        | Granja de Cal Rúbio                              | Santa Maria de Miralles                                     | granja                                         |                                         | 41° 29′ 12″ N, 1° 29′ 41″ E / 41.4866618918527°N,1.49477283847378°E                                                      |                                                      |                                                  | Modifica les dades a Wikidata |
|        | Sant Romà                                        | Santa Maria de Miralles                                     | nucli de població                              |                                         | 41° 29′ 56″ N, 1° 31′ 48″ E / 41.4990250813623°N,1.53002028470874°E                                                      |                                                      |                                                  | Modifica les dades a Wikidata |
|        | Santa Maria de Miralles                          | Santa Maria de Miralles                                     | entitat singular de població capital municipal | 137 hab                                 | 41° 30′ 03″ N, 1° 31′ 41″ E / 41.500736°N,1.528028°E 500 msnm                                                            |                                                      |                                                  | Modifica les dades a Wikidata |
|        | avenc de l'Apotecari                             | Santa Maria de Miralles                                     | avenc                                          |                                         | 41° 29′ 13″ N, 1° 31′ 41″ E / 41.4869°N,1.52794°E ca:Pla de l'Apotecari. Sector sud oest del municipi                    |                                                      |                                                  | Modifica les dades a Wikidata |
|        | casa consistorial de Santa Maria de Miralles     | Santa Maria de Miralles                                     | casa consistorial                              |                                         | 41° 30′ 03″ N, 1° 31′ 41″ E / 41.5007064°N,1.528065°E                                                                    |                                                      |                                                  | Modifica les dades a Wikidata |
|        | castell de Miralles                              | Santa Maria de Miralles                                     | ruïnes de castell                              | Estil: arquitectura romànica            | 41° 31′ 07″ N, 1° 31′ 06″ E / 41.51861111°N,1.51833333°E ca:Camí del Castell, que surt de la carretera de Carme 640 msnm | bé d'interès cultural bé cultural d'interès nacional | Castell de Miralles (Anoia)                      | Modifica les dades a Wikidata |
|        | cementiri de Santa Maria de Miralles             | Santa Maria de Miralles                                     | cementiri                                      |                                         | 41° 30′ 07″ N, 1° 31′ 21″ E / 41.5020639375458°N,1.52254816381614°E                                                      |                                                      |                                                  | Modifica les dades a Wikidata |
|        | cova de Mas Vilar                                | Santa Maria de Miralles                                     | cova                                           |                                         | 41° 29′ 24″ N, 1° 31′ 33″ E / 41.4900818626804°N,1.52585119427914°E                                                      |                                                      |                                                  | Modifica les dades a Wikidata |
|        | creu de terme de Françola                        | Santa Maria de Miralles                                     | creu de terme                                  | Estil: arquitectura gòtica 14th century | 41° 30′ 34″ N, 1° 32′ 08″ E / 41.509326°N,1.535545°E ca:Carretera C-37, km 51,8 483 msnm                                 | bé integrant del patrimoni cultural català           | Creu de terme de Françola                        | Modifica les dades a Wikidata |
|        | el Corralet                                      | Santa Maria de Miralles                                     | cabana                                         |                                         | 41° 29′ 33″ N, 1° 29′ 42″ E / 41.4923647842113°N,1.49488038857102°E                                                      |                                                      |                                                  | Modifica les dades a Wikidata |
|        | els Segarresos                                   | Santa Maria de Miralles                                     | jaciment arqueològic                           |                                         | 41° 28′ 50″ N, 1° 29′ 23″ E / 41.480681°N,1.489774°E                                                                     | bé integrant del patrimoni cultural català           |                                                  | Modifica les dades a Wikidata |
|        | riera de Carme                                   | Orpí Carme la Pobla de Claramunt                            | curs d'aigua                                   | Desemboca: Anoia                        | 41° 32′ 59″ N, 1° 40′ 33″ E / 41.549683333333°N,1.6758°E                                                                 |                                                      | Riera de Carme                                   | Modifica les dades a Wikidata |